# Сеймик Нижнесилезского воеводства

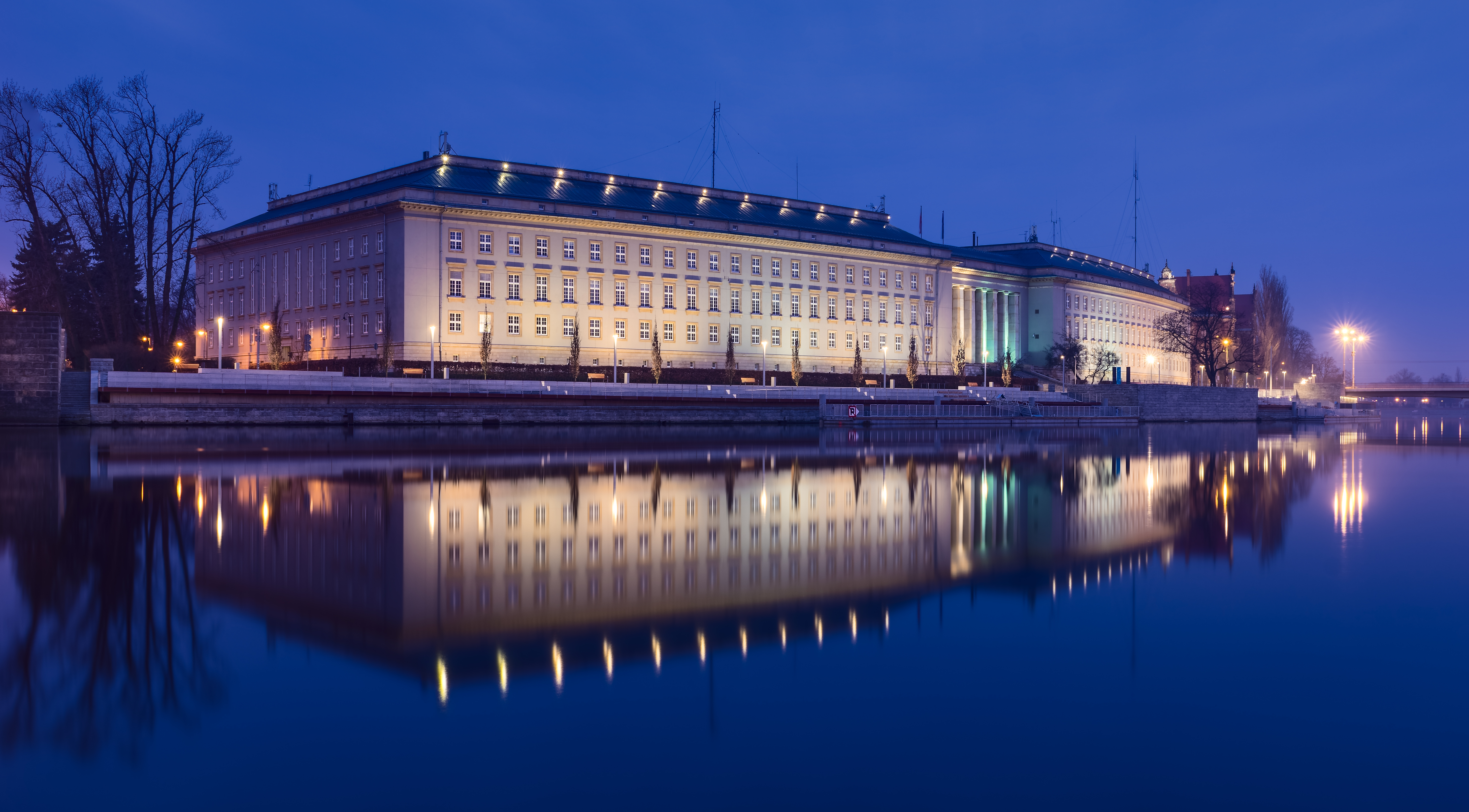
Здание сеймика ночью

Сеймик Нижнесилезского воеводства — региональный законодательный орган Нижнесилезского воеводства Польши. Представляет собой однопалатный парламент, состоящий из 36 членов, избираемых во время местных выборов на пятилетний срок.
Сеймик избирает из своего состава исполнительный совет, который выполняет функции коллективного исполнительного органа правительства воеводства во главе с маршалом воеводства.
Собрания Сеймика проходят во Вроцлаве.

## Состав сеймика
- Комитет по бюджету и финансам
- Комитет по культуре, науке и образованию
- Комитет по вопросам окружающей среды и водного хозяйства
- Комитет по региональному развитию и экономической политике
- Комитет по делам социальной политики, здравоохранения и семьи
- Комитет по аудиту
- Комитет по делам сельского хозяйства и развития села
- Комитет по делам туризма, спорта и отдыха
- Комитет по безопасности
- Комитет по вопросам внешнего сотрудничества

## Избирательные округа
Члены Сеймика избираются на пятилетний срок из пяти округов. Округа не имеют формальных названий. Вместо этого каждый округ имеет номер и территориальное описание.
| Номер | Кол-во мандатов | Города на правах повята, входящие в округ | Повяты, входящие в округ                                                                               |
| ----- | --------------- | ----------------------------------------- | --- |
| 1     | 7               | Вроцлав                                   | |
| 2     | 7               |                                           | Гурувский, Миличский, Олесницкий, Олавский, Стшелинский, Сьродский, Тшебницкий, Волувский, Вроцлавский |
| 3     | 9               |                                           | Дзержонювский, Клодзский, Свидницкий, Валбжихский, Зомбковицкий                                        |
| 4     | 6               | Еленя-Гура                                | Болеславецкий, Еленегурский, Каменногурский, Любаньский, Львувецкий, Згожелецкий                       |
| 5     | 7               | Легница                                   | Глогувский, Яворский, Легницкий, Любинский, Польковицкий, Злоторыйский                                 |

## Результаты выборов

### I созыв (1998-2002)
|  | Партия                           | Количество мандатов |
|  | -------------------------------- | ------------------- |
|  | Союз демократических левых сил   | 25                  |
|  | Избирательная Акция Солидарность | 19                  |
|  | Союз свободы                     | 9                   |
|  | Социальный Альянс                | 2                   |
|  | Всего                            | 55                  |

### II созыв (2002-2006)
|  | Партия                                         | Количество мандатов |
|  | ---------------------------------------------- | ------------------- |
|  | Союз демократических левых сил — Уния труда    | 12                  |
|  | Самооборона Республики Польша                  | 8                   |
|  | Гражданская платформа — Право и Справедливость | 6                   |
|  | Лига польских семей                            | 6                   |
|  | Союз самоуправления                            | 2                   |
|  | Польская народная партия                       | 2                   |
|  | Всего                                          | 36                  |

### III созыв (2006-2010)
|  | Партия                        | Количество мандатов |
|  | ----------------------------- | ------------------- |
|  | Гражданская платформа         | 16                  |
|  | Право и Справедливость        | 10                  |
|  | Левые и демократы             | 4                   |
|  | Польская народная партия      | 3                   |
|  | Самооборона Республики Польша | 3                   |
|  | Всего                         | 36                  |

### IV созыв (2010-2014)
|  | Партия                         | Количество мандатов |
|  | ------------------------------ | ------------------- |
|  | Гражданская платформа          | 15                  |
|  | Гражданская Нижняя Силезия     | 9                   |
|  | Право и Справедливость         | 7                   |
|  | Союз демократических левых сил | 4                   |
|  | Польская народная партия       | 1                   |
|  | Всего                          | 36                  |

### V созыв (2014-2018)
|  | Партия                                         | Количество мандатов |
|  | ---------------------------------------------- | ------------------- |
|  | Гражданская платформа                          | 16                  |
|  | Право и Справедливость                         | 9                   |
|  | Польская народная партия                       | 5                   |
|  | Беспартийные активисты местного самоуправления | 4                   |
|  | Союз демократических левых сил                 | 2                   |
|  | Всего                                          | 36                  |

### VI созыв (2018-2023)
|  | Партия                                         | Количество мандатов |
|  | ---------------------------------------------- | ------------------- |
|  | Право и Справедливость                         | 14                  |
|  | Гражданская коалиция                           | 13                  |
|  | Беспартийные активисты местного самоуправления | 6                   |
|  | С Дудкевичем для Нижней Силезии                | 2                   |
|  | Польская народная партия                       | 1                   |
|  | Всего                                          | 36                  |